# Makuuchi
Die Makuuchi-Division (jap. 幕内) ist die höchste Liga im japanischen Profisumō. Als einzige der sechs Divisionen ist sie nochmals in einzelne Ränge unterteilt, in absteigender Reihenfolge sind dies Yokozuna, Ōzeki, Sekiwake, Komusubi und Maegashira. Letztere machen den weitaus größten Teil der insgesamt 42 Makuuchi-Kämpfer aus.
Der Name der Liga, der wörtlich „hinter dem Vorhang“ bedeutet, erinnert an die Frühzeit des Sumō, als die Kämpfer der Division vor dem Kampf in einem von Vorhängen verdeckten Teil der Arena warteten.
Makuuchi-Division und Jūryō-Division bilden zusammen die Sekitori-Ränge, in denen die Kämpfer feste monatliche Gehälter erhalten; in den Ligen darunter gibt es nur eine Art Taschengeld. Wenn ein rangniederer Maegashira ein Make-koshi (weniger Siege als Niederlagen in einem Turnier) erreicht, kann er in die Jūryō-Division zurückgestuft werden. Mit einem Kachi-koshi (mehr Siege als Niederlagen in einem Turnier) steigt ein Kämpfer hingegen in den Rängen auf und kann so die San’yaku-Ränge erreichen.
Bevor die Kämpfer der Makuuchi-Division an einem Turniertag kämpfen, führen sie gemeinsam das Dohyō-iri durch. Dies ist ein Ritual, in dem die Sumōringer nacheinander aufgerufen werden und sich dann kreisförmig im Dohyō (Ring) aufstellen, um eine kurze Zeremonie ausführen. Nur der Yokozuna hat ein eigenes Yokozuna Dohyō-iri, in dem er allein eine etwas längere Zeremonie durchführt. Für Vorbereitungszeremonie und Kampf sind in der Makuuchi-Division immer vier Minuten vorgesehen. Bei bis zu 21 Kämpfen in der Eliteliga pro Turniertag werden deshalb fast zwei Stunden benötigt.